# 가이모토 게이지
가이모토 게이지(일본어: 海本 慶治, 1972년 11월 26일 ~ )는 일본의 은퇴한 축구 선수이다.

## 구단 경력
1995년 재팬 풋볼 리그의 비셀 고베에 입단했다. 1996년 재팬 풋볼 리그 준우승으로 J1리그로 승격했다. 2000년까지 104경기에 출전하여, 6득점을 넣었다. 2001년 나고야 그램퍼스 에이트로 이적했다. 2005년부터 2008년까지 알비렉스 니가타에서 뛰었다. 2008년후 현역 은퇴.

## 국가대표팀 경력
그는 2000년 AFC 아시안컵에 참가할 일본 국가대표팀에 발탁되었으며, 10월 20일 카타르와의 경기에서 데뷔했다.

## 통계
| 일본 | 일본 | 일본 |
| 연도 | 출전 | 득점 |
| ---- | ---- | ---- |
| 2000 | 1    | 0    |
| 통산 | 1    | 0    |